# Янги-Юл (Зианчуринский район)
Янги-Юл (баш. Яңы Юл) — деревня в Зианчуринском районе Республики Башкортостан Российской Федерации. Входит в состав Исянгуловского сельсовета.

## География

### Географическое положение
Расстояние до:
- районного центра (Исянгулово): 4 км,
- центра сельсовета (Исянгулово): 4 км,
- ближайшей ж/д станции (Тюльган): 51 км.

## Население
| 1959 | 1970 | 1979 | 1989 | 2002 | 2009 | 2010 |
| ---- | ---- | ---- | ---- | ---- | ---- | ---- |
| 147  | ↗163 | ↗164 | ↘145 | ↗187 | ↗213 | ↘196 |

Национальный состав
Согласно переписи 2002 года, преобладающая национальность — башкиры (82 %).